# Henk Schouten
Henk Schouten (* 16. April 1932 in Rotterdam; † 18. April 2018) war ein niederländischer Fußballspieler. Er bestritt 1955 und 1961 jeweils ein Länderspiel für die niederländische Fußballnationalmannschaft.
Henk Schouten war Jugendspieler von Excelsior Rotterdam, für die er auch bis 1954 in der ersten Mannschaft spielte. 1954/55 spielte er ein Jahr für Holland Sport, bevor er zum großen Club aus Rotterdam, Feyenoord ging. Von 1955 bis 1963 gelangen ihm 94 Treffer in 190 Ehrendivisionseinsätzen und er wurde zweimal – 1960/61 und 1961/62 – Landesmeister. 1963 ging er zurück zu Excelsior, bei denen er 1967 auch seine Karriere beendete. 
Der Offensivspieler hält mit neun Treffern gegen De Volewijckers für Feyenoord den Rekord für die meisten Tore in einem einzigen Spiel der höchsten niederländischen Spielklasse.